# Legendario
Legendario è il secondo album del gruppo musicale heavy metal spagnolo Tierra Santa, uscito nel 1999.
L'album è ispirato a racconti medievali, come ad esempio il brano Legendario che è ispirato al Poema del mio Cid.

## Tracce
1. La Profecía
2. Séptima Estrella
3. La Cruzada
4. El Bastón del Diablo
5. Reconquista
6. Legendario
7. La Mano de Dios
8. Atlántida
9. Drácula
10. Los Diez Mandamientos

## Formazione
- Ángel: voce e chitarra
- Arturo: chitarra
- Roberto: basso
- Iñaki: batteria